# SpaceX星艦
SpaceX星艦（英語：SpaceX Starship，亦譯作“星舟”），是由太空科技探索公司（SpaceX）開發的一種可完全複用的重型运载火箭，于2017年9月伊隆·馬斯克首次公布。星艦投入使用後將取代獵鷹9號、獵鷹重型火箭以及龍飛船等载具，執行近地軌道、地球同步軌道上的任務。除了近地軌道，星艦在軌道上加注燃料後，也可以完成地月轉移以及登陸火星的任務。
SpaceX在2012年左右開始研發火星殖民系統（MCT，即星艦前身），火箭使用的猛禽火箭發動機则在2016年开始测试。SpaceX在2018年3月开始制造BFR的首个火箭原型，隨後伊隆·馬斯克在一場發表會上宣佈了BFR的後續計劃。在發表會上馬斯克重新命名了BFR，他将第一级助推器稱為SpaceX超級重型（Super Heavy），将第二级飛船稱為SpaceX星艦飛船（Starship (spacecraft)）。SpaceX同时表示其最初期望是在2022年發射載貨版星艦去火星，然后在2024年執行載人計畫。計畫中包含了可重複使用的运载火箭以及用于支持火箭快速发射、复用的地面基础设施，SpaceX还会研发可以在近地轨道进行在轨加注燃料的技术。作为超重型运载火箭，星舰的近地轨道回收运力可高達150公噸（330,000磅），全消耗運力高達200公噸（440,000磅）。2023年4月的SpaceX第一次星艦軌道試飛任務，使星艦超越太空發射系統，成為起飛推力最大的運載火箭，未來还將奪得土星5號最大運載能力火箭的頭銜。
这一概念名称的演变顺序为：重型运载火箭概念（BFR）2005年→火星殖民运输器（MCT）2013年→行星际运输系统（ITS）2016年→大猎鹰火箭（BFR）2017年→星舰（Starship）2018年
如今，SpaceX正在采用不锈钢来建造用于测试的一系列星舰原型，因为不锈钢的廉价与加工的便捷性，原型的建造变得十分迅速。SpaceX希望为原型搭建专门的生产流水线，这使得SpaceX可以在更高的频率下进行火箭测试并快速地从中发现问题，隨後SpaceX就可以针对该问题迅速地做出改进。

## 名称演变
早在2005年，SpaceX就将“BFR”作为计划中超重型火箭的名称，并称“BFR”的性能会“远远地超过Falcon系列火箭”。其目标为100吨（220,000磅）轨道运力。从2013年年中开始，SpaceX将整个任务和火箭统称为火星殖民运输器。当2016年9月12米直径设计亮相时，SpaceX就将整个系统称为行星际运输系统（ITS），并将运载火箭本身称为ITS运载火箭。
2017年9月，SpaceX公布了9米直径的新设计，该火箭改名为“BFR”。伊隆·马斯克在发布会上说“我们正在寻找正式的名称，但代称目前是BFR。”SpaceX总裁格溫·肖特威爾随后表示BFR的全称是“Big Falcon Rocket”。
然而，伊隆·马斯克过去曾解释说，关于BFR的命名，他是从游戏《毁灭战士》中的BFG武器中汲取的灵感。因为BFG武器在《毁灭战士3》中的名称是Big Fucking Gun，所以BFR偶尔也被媒体称为“Big Fucking Rocket”。
火箭的第二级是一艘可独立飞行的宇宙飞船，2017 - 2018年间，第二级被称为“BFS”（Big Falcon Ship）。在一场发布会上，第二级宇宙飞船改名为“星舰（Starship）”，第一级助推器被命名为“超级重型（Superheavy）”，而整个火箭的名字也为「星舰」。

## 发展历史

### 开端
早在2007年，伊隆·马斯克就表示他个人的目标就是最终能让人类得以探索并殖民火星 
。关于登陸火星的計畫架構在2011到2015年间被陸續揭露開來，其中一份2014年的声明表示最初的殖民者到达火星的时间不會早于2025年
，時至2016年年中，此項计划仍然把这一日期定为不早于2025年。
2011年，马斯克在一次采访中表示他希望在10~20年内把人类送上火星。 2012下半年，他表示他设想了一个人口达数万人的火星殖民地，而其中的殖民者到达火星的时间不早于2025年。
2012年3月份，新闻报道声称猛禽火箭发动机上面级已经开始研发，但当时SpaceX没有公布任何细节。
2012年10月，马斯克构思了一个高层面上的有关建造第二套运载能力远超猎鹰九号与猎鹰重型的可重复使用火箭系统的计划，而SpaceX已经在原先的系统上花费了数十亿美元。这款新运载火箭将会是对猎鹰九号火箭作出的一次“演进”，而且将会大许多。但马斯克表示在2013年前SpaceX不会公开發表这项计划。
2013年6月，马斯克表示他打算在“火星殖民运输器”定期飞行之前推迟对SpaceX的首次公开募股。
2014年8月，有媒体消息人士推测，SpaceX超重型运载火箭的最早试飞最早可能会在2020年进行，以便在太空轨道飞行条件下对发动机进行全面测试。
2015年初，马斯克表示他希望在2015年底发布有关火星殖民运输系统“全新架构”的细节。马斯克的这些计划最终因为一次SpaceX的发射意外被推迟，而SpaceX公司直到2015年十二月下旬才恢复发射。
2016年9月，马斯克公布了一项SpaceX的设计概念，该概念为一款直径12米（39英尺）的大型运输火箭：ITS运载火箭。ITS运载火箭将会专门用于行星际运输。同时马斯克还讨论了SpaceX火星运输任务的整体细节。这其中包括ITS运载火箭的一部分数据（核心直径，火箭结构材料，发动机的数量和类型，推力，货物和乘客有效载荷能力），在轨推进剂 - 油轮补充装置，运输所需的大概时间和火星侧与地球侧基础设施的一部分。为了完成火星运输任务，SpaceX需要建造一组共三架飞行器。
构成2016 ITS运载火箭概念的三种不同的火箭是：
- ITS助推器，运载火箭的第一级
- ITS宇宙飞船，一个用于长期居住/载货的太空飞船，作为火箭的第二级
- ITS油轮，另一个第二级，设计用于携带更多推进剂，为太空中的其他ITS火箭加油

该演讲也提出了更大的愿景，希望其他感兴趣的各方（无论是公司，个人还是政府）能够利用SpaceX所希望建立的，新的，成本低得多的运输基础设施，以便在火星上实现可持续的人类文明。
2017年7月，马斯克表示ITS的设计已经“改进了很多”。改进后的设计使该系统对大量的地球轨道和顺式发射更为有利，这样系统可以通过近地空间区域的航天经济活动来收回成本。

### 揭幕
2017年9月，在国际宇航大会第68届大会上，SpaceX公布了最新的火箭设计。马斯克在大会上说：“我们正在寻找正式的名称，但目前代称是BFR。”，采用甲烷分级燃烧火箭发动机技术，最初会用于地球轨道和地月飞行环境，将来也可用于飞往火星的任务。
SpaceX于2017年修订的设计是一种直径为9米（30英尺）的碳复合材料技术火箭，它的后端包括一个小三角翼，其中一个是用于控制俯仰和滚转的分瓣。其三角翼和分裂襟翼能够扩大飞行包线，以使飞船能够在各种大气密度（无，薄或重的大气层）中降落，并可供各种有效载荷（小型，重型或无载荷）放置在飞船的鼻锥裏。该火箭的第二级有三种版本：BFS货运，BFS油轮和BFS载人。货物版本将用于发射卫星到低地球轨道 - 提供“比以前更为量大的撒土豆行为” - 还能运输货物到达月球和火星。在高椭圆形地球轨道上重新加油后，宇宙飞船的设计将使其能够一次性登陆月球并返回地球而无需再次加油。
此外，BFR系统在理论上被证明能够以快速地对地的方式运载乘客或货物，并在90分钟内将其有效载荷运送到地球上的任何地方。
截至2017年9月，猛禽火箭发动机已经过42次主发动机测试，共计有1200秒的测试点火时间。测试发动机在 20MPa（200bar; 2,900psi）压力下运行，而飞行发动机的室压目标则是25 MPa（250 bar; 3,600 psi），SpaceX预计在后续迭代中让发动机达到30 MPa的室压（300 bar; 4,400 psi）。
2017年11月，SpaceX总裁兼首席运营官Gwynne Shotwell表示，大约一半的BFR开发工作都集中在猛禽火箭发动机上。
2017年SpaceX的目标是在2022年将前两个货运载荷送到火星，这两个货运载荷的目标是“确认水资源并识别危险”，同时为未来的航班安装“电力，采矿和生命支持基础设施”。其次是2024年的四艘船，包括两艘载有人员的BFR太空船与两艘装有货物的船，两艘货运飞船将带去额外的设备和用品，其目的是在火星建立推进剂生产厂。
到2018年初，SpaceX已在洛杉矶港开始建造一座新的永久性生产设施，用于制造其直径9米的碳纤维复合材料箭体。2018年3月，第一艘船的制造工作正在港口的一个临时设施中进行，而第一次亚轨道试飞计划将不早于2019年。该公司继续公开表明其最初的理想目标是在2022年就能执行BFR去往火星的载货任务，随后是2024年飞往火星的首次载人任务，这符合2017年末提到的时间表。
早在2015年，SpaceX就一直在寻找制造设施的地点，以供建造大型火箭，并在加利福尼亚州，德克萨斯州，路易斯安那州，和佛罗里达州进行实地调查。截至2017年9月，SpaceX已经开始制造运载火箭的部件。“我们已经订购了用来制作储料罐的工具，该设施正在建设中，我们将在2018年第二季度开始建造第一个原型。”
在2018年3月，SpaceX宣布将在2018 - 2019年在洛杉矶港海滨大道建造的新工厂生产下一代9米直径（30英尺）的运载火箭和太空船。SpaceX租用了18英亩的土地10年，可以进行多次更新，并将利用该场地来制造箭体，在海上着陆后复查箭体，以及对助推器和宇宙飞船进行翻新。新工厂分别在2018年4月和5月份由海港事务委员会[39]与洛杉矶市议会通过最终监管批准。那时，大约已有40名SpaceX员工正在设计和建造BFR。随着时间的推移，该项目预计将有700个技术职位。洛杉矶的临时设施是一个203500平方英尺（18910平方米）的建筑物，大约有105英尺（32米）高。完全组装的运载火箭预计将通过驳船运输，通过巴拿马运河，运往佛罗里达州的卡纳维拉尔角进行发射。
2018年8月，美国军方首次公开讨论了使用BFR的兴趣。美国空军空中机动司令部负责人，对BFR在30分钟内点对点地将150吨载荷投放到世界上任何一个地方的能力十分感兴趣。他们预计这类大型运输能力“可能在未来五到十年内拥有”。
在2018年9月宣布的2023年月球环游任务计划中 - 一架名为#dearMoon私人环游任务的星舰展示了第二级和星舰的新设计概念，其中有三个后鳍和两个前鸭鳍，用于大气进入，取代了在一年前显示的三角翼和分裂襟翼设计。修订后的BFR设计在第二级使用了七个相同尺寸的猛禽发动机；与第一级使用的发动机型号相同。第二级设计在船头附近有两个小的驱动式鸭鳍，在底部有三个大鳍，其中两个将启动，所有三个都用作着陆腿。此外，SpaceX还在本月下半月表示他们“不再计划为Falcon 9升级可重复使用的第二级”。BFR运载火箭的两个主要部分在11月份被赋予描述性名称：第二级/上面级的Starship和第一级/助推级的“Super Heavy”，马斯克指出“建造Super Heavy是为了远离地球的深重力井”（在其他行星或卫星可以不用第一级。）“

### 新的设计思路
2018年12月，在开始建造第一个碳复合材料测试部件九个月后，马斯克宣布将采取“违反直觉的新设计思路”：SpaceX主要用于制造火箭结构和推进剂罐的材料将是“相当重的……但非常坚固”的金属。这随后被证明是不锈钢。
继马斯克个人去到博卡奇卡的SpaceX南得克萨斯州发射场后，马斯克便透露，第一个星舰试验品“星斗”已经建造了几个星期。正如先前所想，星斗将由300系列不锈钢而非碳复合材料制成。根据马斯克的说法，使用不锈钢的原因是“不锈钢明显便宜，而且建造起来很快。它并不是最轻的，但它实际上是最轻的。如果你看一下高品质的属性不锈钢，不明显的是，在低温下，不锈钢的强度提高了50％。”300系列不锈钢的高熔点仍然意味着星舰的背风侧在重返大氣層时不需要绝缘陶瓦，而更热的迎风面将可以使用比其他材料更少的绝缘陶瓦以隔绝热量。
星斗将用于火箭原型测试与开发着陆/低空/低速控制算法。测试火箭只会安装三台猛禽火箭发动机，飞行高度不超过5公里，预计最初飞行时间不会早于2019年上半年。
到2019年3月，SpaceX已经取消了他们从Ascent Aerospace购买的数百万美元的碳复合材料生产工具，放弃了所有在洛杉矶港的生产计划，并关闭了复合材料制造厂。
Super Heavy原型建造原本计划在2019年第二季度之前开始。第一批建造的Super Heavy助推器的发动机會少于全尺寸型的28台猛禽火箭发动机，这仅仅是因为早期试飞不需要那么多发动机，而且此举会减少在早期试飞中发生助推器故障时SpaceX的损失。

## 火箭結構
當星艦上級堆叠至超級重型後並加注推進劑，星艦總質量大約爲5000公噸（11,000,000磅）, 直徑9米（30英尺）及高121.3米（398英尺）。 星艦旨在實現火箭可完全重複使用，從而降低發射成本。 
星艦的兩個主要部分，第一級超級重型助推器 (Super Heavy) 及第二級星艦 (Starship) 都使用猛禽發動機及猛禽真空發動機提供動力。两级機身以不鏽鋼為材料，通過堆叠及焊接不鏽鋼圓筒製造。這些不鏽鋼圓筒高度為1.8米（5英尺11英寸），厚度為4毫米（0.16英寸），每個重達1,600（3,500磅），機體内还使用不鏽鋼圓穹頂將甲烷及液氧儲罐分隔開 。星艦在可重複使用設計下，其將根据迭代不同，而有不同的数据及近地軌道有效載荷能力：

| 指标                       | Block 1       | Block 2 | Block 3 |
| -------------------------- | ------------- | ------- | ------- |
| 近地轨道有效载荷（吨）     | N/A（不适用） | 100+    | 200+    |
| 超重助推推进剂加注量（吨） | 3300          | 3650    | 4050    |
| 星舰推进剂加注量（吨）     | 1200          | 1500    | 2300    |
| 超重助推起飞推力（吨）     | 7130          | 8240    | 10000   |
| 星舰初始推力（吨）         | 1250          | 1600    | 2700    |
| 助推器高度（米）           | 71            | 72.3    | 80.2    |
| 星舰高度（米）             | 50.3          | 52.1    | 69.8    |
| 组合体堆叠高度（米）       | 121.3         | 124.4   | 150     |

### 第一级：Super Heavy（超級重型）

#### 超级重型
Super Heavy（超級重型）是SpaceX下一代运载火箭的第一级助推器，高71米（230英尺），直径9米（30英尺），预计总升空质量为3,530,000公斤（7,780,000磅）。它由不锈钢罐和支撑结构构成，使用 过冷液态甲烷和液氧（CH 4 / LOX）推进剂，由33个猛禽火箭发动机为动力源，其中内環13個猛禽發動機可改變推力方向；所有33具發動機总共提供75.9 MN（17,000,000 lbf）起飞推力。根據FAA有關星艦環境調查報告，超級重型最多可安裝猛禽發動機數量為37個。截至2025年，V2超級重型计划安裝35具猛禽發動機，且能夠在约40分鐘内完成補充燃料。
它拥有4个無法收縮的栅格翼，同时沒有降落腿。在後續建造的助推器，將進一步減少至3/2格柵翼。
在第一次轨道试飞发现冷分级不成功后，所有的V1星艦（B9/S25开始）都轉變爲了熱分級模式，超級重型推進器新增了级间段(排氣口)，在超重助推發動機以剩餘的3具中央發動機的50%推力運作同時，啓動星艦的發動機並進行分級，以便獲得額外10%的有效載荷性能。

#### 回收
原型助推器通过被机械臂凌空捕捉来回收。在助推器11的任务及以前，任务目标均为尝试水上軟著陸，但因为第四次试飞已经成功溅落，从第五次飞行测试开始，任务目标被改爲最初计划的發射塔空中捕捉。

### 第二级/宇宙飞船：Starship（星舰）

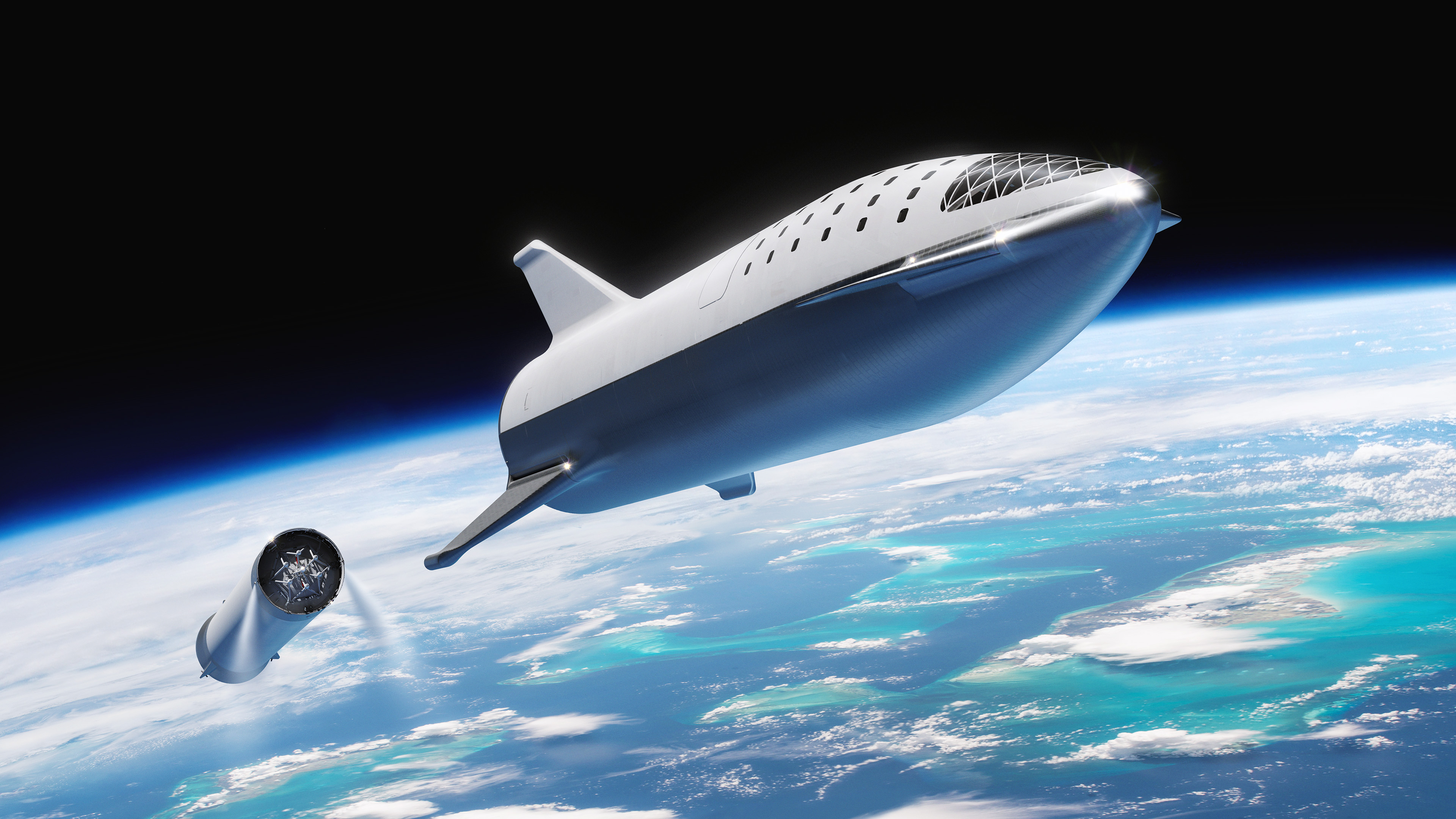
藝術家對BFR上級推進器分離時的想像圖

星舰是一种可重复使用的航天器，也可作为运载火箭第二级，具有集成的有效载荷部分。星艦至少会有以下变种：
- 載人星艦：一种大型，可供人员长时间驻留的航天器，能够在地球上的点对点目的地、近地軌道或行星际目的地之间往返运送乘客[79]与其附带的少量货物。

- 油輪：油輪的全部空间都将用于携带燃料，以便为轨道上的載人/載貨星艦进行在轨加注。

- 載貨星艦：目前已知有兩種變體，分別是具有雙門式鼻錐，用於將航天器送入軌道，或進行太空回收（目前測試鼻錐擁有此設計）。第二種變體則為單門式鼻錐，用於將星鏈衛星送入太空（S24為第一艘星艦擁有此設計）。截至2023年1月數據，星艦可以携帶最多150噸航天器進入地球軌道，在軌道加油後更可以達到150噸或以上，如果不進行回收則可以達到250噸或以上。

- 星艦人類登陸系統：2020年4月30日，NASA选择了SpaceX参与其阿提米斯计划，SpaceX将会为NASA建造一款可重复使用的月球着陆器。计划中的着陆器将会是星艦的简化版，仅用于在月球表面和月球门户之间往返运送宇航员和货物。[80]此版本的星舰因为只需往返月球轨道与月面，因此不需要安装大气重返大氣層所需的襟翼和隔热盾。为了不扬起月尘，使用较小着陆发动机将安装在星舰的上半部分。

- 深空飛行器：一种大型的深空飛行器，沒有返回地球所需的襟翼，海平面猛禽發動機，隔熱瓦及捕捉固定鎖，因此沒有返回地球重用的能力。此版本的星艦將會用於长时间的深空探測。

- 油輪碼頭：油輪碼頭高度比星艦更高（未有確切數據），沒有返回地球所需的襟翼，海平面猛禽發動機，隔熱瓦及捕捉固定鎖，因此沒有返回地球重用的能力。油輪能夠與其對接並補充燃料，再為其他星艦進行燃料加注。

星舰的主要特征包括：
- 设计使得该船可以垂直起落，使之能从地球轨道重返大氣層返回到发射台附近，亦可进行地对地、点对点的亚轨道飞行
- SpaceX预计着陆可靠性最终能够达到“航空公司的级别”
- 交会和对接操作将自动化
- 油轮与各种星舰变种之间的在轨推进剂转移
- 一艘星艦在在轨装载后能够将它的有效载荷运输到月球或火星，甚至更遠的星體。
- 不锈钢结构和罐体结构。它的强度 - 质量比与早期的SpaceX设计替代碳纤维复合材料相当或更好，在预期的温度范围内，可以承受从低温推进剂的低温到大气重返大氣層的高温[85]
- 该航天器的大部分结构将采用不锈钢合金制造，该合金“已经过一种深冷处理，其金属是冷成型/加工生产低温处理钢，比传统的热轧钢更轻，更耐磨。“[85]
- 针对大气折返的恶劣条件，热盾系统将使用黑色六角形隔热瓷砖以覆盖星舰的迎风面。[86][87][88]
- 依据2017年的发布会所言，星艦将具有约1000m3（35,000立方英尺）的加压空间，並於2023年1月進一步調整至1100m3（38,800立方英尺）。这些空间可以分配为多达40个舱室，包括一个公共区域，中央存储器，厨房，和一个太阳能火星任务的耀斑避难所。[89]在2018年的改进设计中，星舰可以有12个未加压的货物集装箱总共88m3（3100立方英尺），但那些货物集装箱的设计空间也可能最终用于安排猛禽发动机的插槽。截至2023年，设计仍然在不断变化。
- 灵活的设计选择：能够修改星艦的引擎数量，或是去掉星艦的襟翼，隔热罩和着陆腿 - 以优化质量比。[88]

#### 降落及回收
目前星艦原型艦使用一次性降落脚進行測試，以減低測試失敗所造成的損失，及原型艦暫時不適合重用。
星艦將使用6個可伸縮降落腿進行回收，但根據馬斯克最新計劃，現在將會改爲由地面捕捉塔以支架捕捉爪進行堆叠及空中捕捉。

#### 生產
按照2022年2月10日SpaceX星艦簡報會，計劃每三天生產一艘星艦。

#### 未來發展
在後續星艦，將會調整前襟翼更接近星艦的背面。更有可能會移除前襟翼以進一步減少重量，提升質量比。同時，星艦將會較現時設計增高約十米及采用六具真空猛禽發動機。 
另外，現時星艦於分級時，超級重型推進器會大幅度擺離上級星艦，以便讓星艦進行分級。然而於2023年6月24日，馬斯克表示星艦將會轉變爲熱分級模式，超級重型推進器將會新增排氣口，在發動機尚未關閉前，啓動上級星艦的發動機並進行分級，以便獲得額外10%的有效載荷性能，並預計將於6星期内完成升級。

## 星虫系統测试
| 原型 | 建造开始时间 | 现状 | 退役/废弃/被摧毁时间 | 最高试飞高度 | 建造地点     | 备注                                                 |
| ---- | ------------ | ---- | -------------------- | ------------ | ------------ | ---------------------------------------------------- |
| 星虫 | 2018年12月   | 退役 | 2019年8月            | 150m         | 德州博卡奇卡 | 现在作为观测站，將移動至發射場旁的停車場，原因未明。 |

| 飞行序列. | 时间（UTC） | 原型 | 发射地点     | 试飞高度         | 结果 | 升空持续时间 |
| --------- | --- | ---- | ------------ | ---------------- | ---- | ------------ |
| 1         | 2019年4月5日 | 星虫 | 德州博卡奇卡 | ~ 1米（3英尺）   | 成功 |              |
| 1         | 此次试飞为系留限制试飞，使用的是单个猛禽引擎（SN 2）。 |      |              |                  |      |              |
| 2         | 2019年7月25日 | 星虫 | 德州博卡奇卡 | 18米（59英尺）   | 成功 | ~ 22 秒      |
| 2         | 此次试飞是第一次无限制试飞，使用单个猛禽引擎（SN 6）。 |      |              |                  |      |              |
| 3         | 2019年8月27日 22:00 | 星虫 | 德州博卡奇卡 | 150米（490英尺） | 成功 | ~ 57 秒      |
| 3         | 此次试飞使用单架猛禽发动机（SN 6）。SpaceX在试飞直播中称其为“150米星虫测试”。此次发射后，星虫退役了，其中一些零件可重复用于其他测试。此次发射获得了《太空新闻》奖“2019年度突破者之选”。 |      |              |                  |      |              |

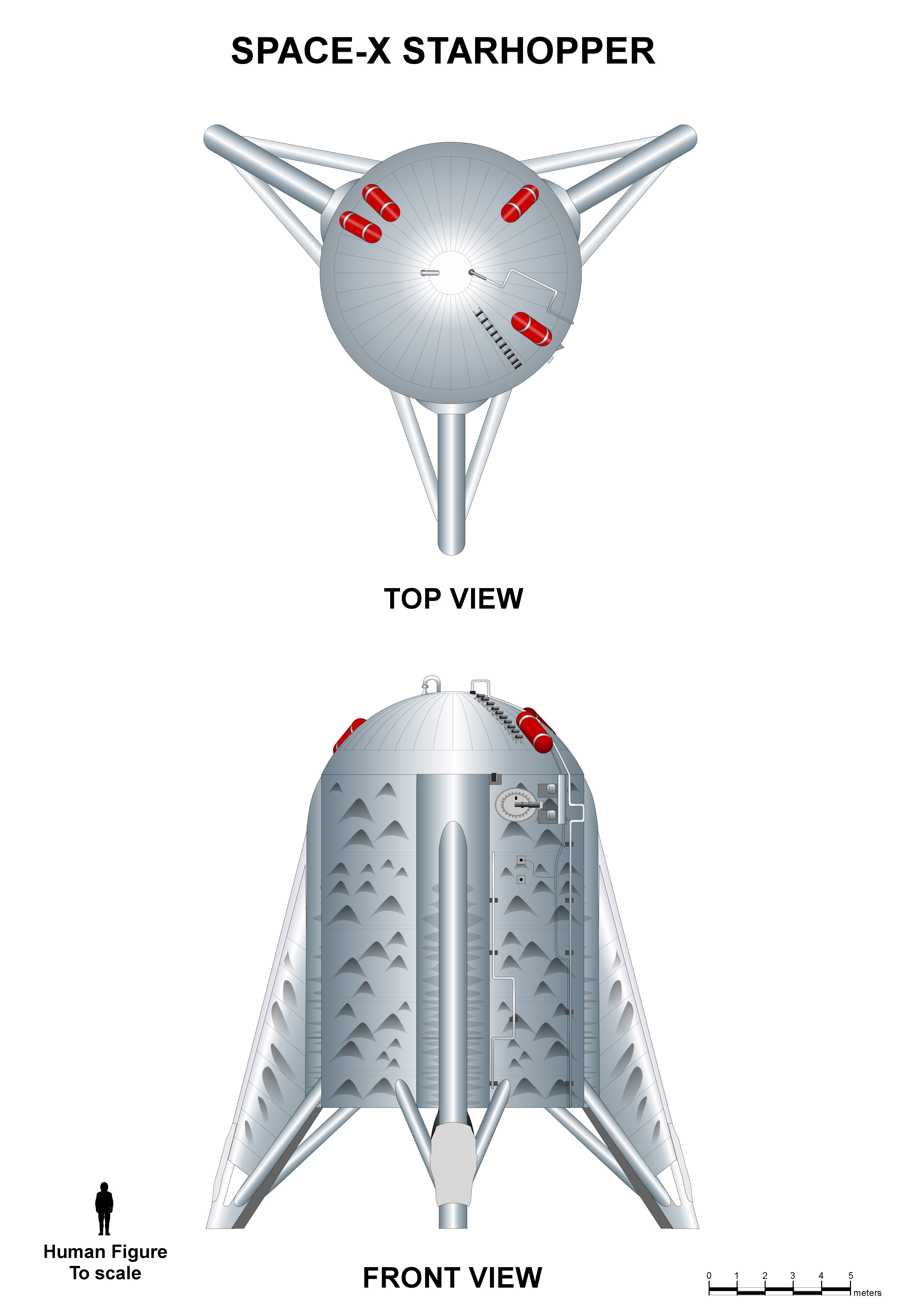
星虫

从2017年10月开始，BFR概念揭幕后的一个月，就有爱好者猜测火箭的飞行试验将从星舰的亚轨道跳跃开始，而初步的飞行测试最早会在2019年开始。到了2018年9月，第二级星舰的跳跃将在德克萨斯州布朗斯維爾附近的SpaceX南德克萨斯发射场进行。SpaceX于2018年11月向美国联邦通信委员会申请了一项实验无线电通信许可证，向美国联邦航空局申请了一项试验性许可证，以支持试飞计划，从许可上看，所有试飞都将保持在海拔5公里（16,000英尺）以下。测试载具星舰和测试地点德克萨斯发射场都将在2018年底开始建造。
用于第一次试飞的星虫的主要结构，即是用于低空测试的星舰的缩减版本，它于2019年1月10日建造完成。1月的晚些时候，星虫遭遇了大风，大风损坏了鼻锥结构，而水塔结构和火箭支腿则保持了完整。随后SpaceX表示他们不会再做一个鼻锥，因为低速飞行测试不会用到鼻锥。

## 星舰原型地面及飛行测试
星舰不会是一次定型的火箭，SpaceX计划用一系列的原型测试来逐步改进星舰，最终到达设计目标，这一源于互联网开发思维的做法，被称为“快速迭代”。因此，用于测试的“测试机”将会多达几十多个，它们中的大多数将在各种各样的测试中损毁，这在火箭开发上是史无前例的。
目前星艦上級的地面測試及已終止的亞軌道飛行測試現透過使用位於梅西地面測試場（Massey's Test Site）進行，原有的靜態點火測試台A（原爲亞軌道測試台A）及靜態點火測試台B（原爲亞軌道測試台B）則分別於2023年12月中及2024年5月中拆卸。
下表是星舰原型机的测试记录，已退役/摧毀星艦測試記錄請見SpaceX星艦研發歷史及SpaceX星艦上級測試任務列表，軌道級任務請見星艦發射任務列表。
在下表中：
“Mk”是 Mark（号）的缩写，現已停止使用
“SN”是 Serial Number（序列号）的缩写，現已停止使用
“S”是 Starship（星艦）的缩写
低溫加壓測試（Cryogenic Proof Test）是透過加注液態液態氮或液態氧來測試箭體耐壓性。
燃料加注測試（Propellent Load Test）是透過加注液態甲烷及液態氧來測試箭體在使用燃料下的耐壓性。
濕式演練（Wet Dress Rehearsal, WDR）是透過加注液態甲烷及液態氧氣並模擬完整發射流程至發射前一秒。
渦輪啓動測試（Spin Prime Test）是透過注入少量燃料來推動發動機渦輪，不會進行燃燒及產生推力。
點燃器測試（Ignitor Test）是測試發動機内的點燃器，不需要使用燃料進行。
靜態點火測試（Static Fire Test）是啓動發動機並產生推力，一般維持數秒至20秒不等。
高倉（High Bay）及巨倉（Mega Bay）是用作建造及檢修星艦和超級重型助推器的飛行器裝配大樓。
* 地面測試機
| 原型                  | 建造开始时间 | 现状       | 退役/废弃/被摧毁时间 | 建造地点     | 备注                                                             |
| --------------------- | ------------ | ---------- | -------------------- | ------------ | ---------------------------------------------------------------- |
| 測試燃料箱TT1         | 2020年1月    | 徹底損壞   | 2020年1月            | 德州博卡奇卡 | 已損壞並報廢                                                     |
| 头锥測試燃料箱LOX HTT | 2020年1月    | 退役並拆除 | 2020年1月            | 德州博卡奇卡 | 成功進行數小時加壓測試後退役                                     |
| 測試燃料箱TT2         | 2020年1月    | 徹底損壞   | 2020年1月29日        | 德州博卡奇卡 | 已損壞並報廢                                                     |
| 星舰SN2               | 2020年2月    | 退役       | 2020年3月            | 德州博卡奇卡 | 在加压测试后退役；現為建造基地儲水罐                             |
| 星舰SN7               | 2020年5月    | 彻底损坏   | 2020年6月23日        | 德州博卡奇卡 | 已损坏并报废                                                     |
| 星舰SN7.1             | 2020年7月    | 彻底损坏   | 2020年9月23日        | 德州博卡奇卡 | 已损坏并报废                                                     |
| 星舰SN7.2             | 2020年12月   | 退役並拆除 | 2021年2月4日         | 德州博卡奇卡 | 完成低溫加壓測試，現被拆除                                       |
| 星艦-24.2/Ship-24.2   | 2021年10月   | 測試中     | 不適用               | 德州博卡奇卡 | 星鏈載荷測試儲罐，將進行測試                                     |
| 星舰-26.1/Ship-26.1   | 2022年9月    | 徹底損壞   | 2023年5月26日        | 德州博卡奇卡 | 於壓力測試中摧毀；用於測試星艦後艙段結構及超級重型助推器熱分級環 |
| 壓力測試鼻錐          | 2021年3月    | 退役並拆除 | 2021年5月11日        | 德州博卡奇卡 | 完成壓力測試，現被拆除                                           |
| EDOME測試儲罐         | 2022年6月    | 彻底损坏   | 2022年10月底         | 德州博卡奇卡 | 轉移至梅西儲罐測試場，於第二次低溫加壓測試中徹底損壞             |
| TT16                  | 2024年中     | 測試中     | 不適用               | 德州博卡奇卡 | 轉移至梅西儲罐測試場，將用作測試星艦第二代推力圓盤               |

* 亞軌道飛行測試機
| 原型     | 建造开始时间                   | 现状       | 退役/废弃/被摧毁时间 | 最高试飞高度      | 建造地点           | 备注                                                                                              |
| -------- | ------------------------------ | ---------- | -------------------- | ----------------- | ------------------ | ------------------------------------------------------------------------------------------------- |
| 星舰Mk1  | 2018年12月                     | 鼻錐损坏   | 2019年11月           | 从未飞行          | 德州博卡奇卡       | 儲罐結構無法承受壓力破裂而報廢                                                                    |
| 星舰Mk2  | 2018年12月 – 2019年5月（估计） | 废弃       | 2019年11月           | 从未飞行          | 佛羅里達州可可海岸 | 停止建造并被报废                                                                                  |
| 星舰SN1  | 2019年10月（估计）             | 彻底损坏   | 2020年3月            | 从未飞行          | 德州博卡奇卡       | 發動機圓盤無法承受儲罐重量，導致儲罐破裂而報廢                                                    |
| 星舰MK4  | 2019年9月（估计）              | 廢棄       | 2019年11月           | 从未飞行          | 佛羅里達州可可海岸 | 停止建造並被報廢                                                                                  |
| 星舰SN3  | 2020年3月                      | 徹底損壞   | 2020年4月            | 从未飞行          | 德州博卡奇卡       | 人為失誤導致液氧儲罐倒塌而報廢                                                                    |
| 星舰SN4  | 2020年3月                      | 彻底损坏   | 2020年5月            | 从未飞行          | 德州博卡奇卡       | 於靜態點火測試後，因燃料洩漏而爆炸摧毀                                                            |
| 星舰SN5  | 2020年4月                      | 退役並拆除 | 2021年1月            | 150m              | 德州博卡奇卡       | 成功150m飞行，現被拆除                                                                            |
| 星舰SN6  | 2020年4月                      | 退役並拆除 | 2021年1月            | 150m              | 德州博卡奇卡       | 成功150m飞行，现被拆除                                                                            |
| 星舰SN8  | 2020年7月                      | 徹底損坏   | 2020年12月10日       | 12.5km            | 德州博卡奇卡       | 12.5km飛行測試中，降落失敗而墜毀                                                                  |
| 星舰SN9  | 2020年8月                      | 徹底損壞   | 2021年2月3日         | 10km              | 德州博卡奇卡       | 10km飛行測試中，降落失敗而墜毀                                                                    |
| 星舰SN10 | 2020年9月                      | 徹底損壞   | 2021年3月3日         | 10km              | 德州博卡奇卡       | 成功10km飞行，但降落後8分鐘爆炸損毀                                                               |
| 星舰SN11 | 2020年9月                      | 徹底損壞   | 2021年3月30日        | 10km              | 德州博卡奇卡       | 10km飛行測試降落階段爆炸解體                                                                      |
| 星舰SN12 | 2020年10月                     | 报废       | 2021年1月            | 從未飛行 （報廢） | 德州博卡奇卡       | 已拆解，鼻錐改裝為壓力測試鼻錐                                                                    |
| 星舰SN13 | 2020年10月                     | 報廢       | 2021年1月            | 從未飛行 （報廢） | 德州博卡奇卡       | 停止建造並被報廢，工作重心转向SN15+                                                               |
| 星舰SN14 | 2020年10月                     | 報廢       | 2021年1月            | 從未飛行 （報廢） | 德州博卡奇卡       | 停止建造並被報廢，工作重心转向SN15+                                                               |
| 星舰SN15 | 2020年11月                     | 退役並拆除 | 2021年5月26日        | 10km              | 德州博卡奇卡       | 完成10km飛行測試，並在一具發動機失效及儲罐失壓下成功降落。在展示超過兩年後於2023年7月26日被拆除。 |
| 星舰SN16 | 2020年12月                     | 退役並拆除 | 2021年6月            | 從未飛行 （退役） | 德州博卡奇卡       | 為加快星艦軌道飛行測試進度，SN16取消其測試並於稍後拆除。                                          |
| 星舰SN17 | 2020年12月                     | 报废       | 2021年5月            | 從未飛行 （報廢） | 德州博卡奇卡       | 報廢，其鼻錐則用作載荷艙艙門測試。                                                                |
| 星舰SN18 | 2021年1月                      | 报废       | 2021年3月            | 從未飛行 （報廢） | 德州博卡奇卡       | 停止建造並被報廢，工作重心转向SN20+                                                               |
| 星舰SN19 | 2021年2月                      | 报废       | 2021年3月            | 從未飛行 （報廢） | 德州博卡奇卡       | 停止建造並被報廢，工作重心转向SN20+                                                               |

* 軌道飛行測試機（第一代）
| 原型            | 建造开始时间 | 现状        | 退役/废弃/被摧毁时间 | 最高试飞高度      | 建造地点     | 备注 |
| --------------- | ------------ | ----------- | -------------------- | ----------------- | ------------ | --- |
| 星舰-20/Ship-20 | 2021年3月    | 退役        | 2021年5月11日        | 從未飛行 （退役） | 德州博卡奇卡 | 完成地面測試後退役，現停放於展示區；                                                                                 |
| 星舰-21/Ship-21 | 2021年6月    | 報廢        | 2022年4月15日        | 從未飛行 （報廢） | 德州博卡奇卡 | 停止組裝並被報廢，工作重心轉向S24+                                                                                   |
| 星舰-22/Ship-22 | 2021年9月    | 報廢        | 2022年2月20日        | 從未飛行 （報廢） | 德州博卡奇卡 | 完成組裝後退役，現已於高倉拆解。                                                                                     |
| 星舰-23/Ship-23 | 2021年10月   | 報廢        | 2022年1月            | 從未飛行 （報廢） | 德州博卡奇卡 | 停止組裝並被報廢，工作重心轉向S24+                                                                                   |
| 星舰-24/Ship-24 | 2021年10月   | 触发FTS解体 | 2023年4月20日        | 約39公里          | 德州博卡奇卡 | 於發射階段觸發飛行終止系統並摧毀，SpaceX判定此次測試為成功                                                           |
| 星舰-25/Ship-25 | 2022年2月    | 触发FTS解体 | 2023年11月18日       | 約148公里         | 德州博卡奇卡 | 於入軌推進最後階段觸發飛行終止系統並摧毀，SpaceX判定此次測試為成功                                                   |
| 星舰-26/Ship-26 | 2022年5月    | 退役并拆除  | 2024年8月            | 从未飞行          | 德州博卡奇卡 | 完成第二次静态点火后，于高仓2中拆除了猛禽发动机，现放置在火箭花园中                                                  |
| 星舰-27/Ship-27 | 2022年6月    | 損壞並拆除  | 2023年7月20日        | 從未飛行          | 德州博卡奇卡 | 完成組裝後存放，存放期間罐體發生內爆而拆解報廢                                                                       |
| 星舰-28/Ship-28 | 2022年7月    | 计划外解体  | 2024年3月14日        | 約234公里         | 德州博卡奇卡 | 重返大氣層時失聯並摧毀，SpaceX判定此次測試為成功                                                                     |
| 星舰-29/Ship-29 | 2022年7月    | 溅落并沉没  | 2024年6月6日         | 约213公里         | 德州博卡奇卡 | 执行翻转机动后成功进行着陆点火并按计划沉没于印度洋中，SpaceX判定此次测试为成功                                       |
| 星舰-30/Ship-30 | 2022年9月    | 溅落并沉没  | 2024年10月13日       | 約212公里         | 德州博卡奇卡 | 执行翻转机动后成功进行着陆点火并按计划於預定位置沉没于印度洋中                                                       |
| 星舰-31/Ship-31 | 2023年7月    | 溅落并沉没  | 2024年11月19日       | 约190公里         | 德州博卡奇卡 | 最后一架进行轨道试飞的一代星舰，根据IFT5的数据移除了部分侧面隔热瓦，并以大攻角进入大气层，成功进行着陆点火，现已沉没 |
| 星舰-32/Ship-32 | 2023年7月    | 退役并拆解  | 2025年3月1日         | 从未飞行          | 德州博卡奇卡 | 最後一架第一代星艦，于巨仓拆解                                                                                       |

* 軌道飛行測試機（第二代）
| 原型            | 建造开始时间     | 现状       | 退役/废弃/被摧毁时间 | 最高试飞高度              | 建造地点     | 备注 |
| --------------- | ---------------- | ---------- | -------------------- | ------------------------- | ------------ | --- |
| 星舰-33/Ship-33 | 2024年7月前      | 计划外解体 | 2025年1月17日        | 约146公里（遥测最后数据） | 德州博卡奇卡 | 第一架第二代星艦，在飞行测试的上升过程中发生船尾火灾并丢失遥测数据，随后发生了解体 |
| 星舰-34/Ship-34 | 2024年2月        | 计划外解体 | 2025年3月7日         | 约146公里                 | 德州博卡奇卡 | 在飞行测试的上升过程中一台海平面猛禽发动机出现意外的燃料和氧化剂混合导致闪燃，引发的爆燃使附近的两台海平面猛禽以及一台真空版猛禽损坏关机，由于推力不平衡和矢量控制的丧失，飞船失去姿态控制并开始失去高度，随后S35自毁解题，约79秒后丢失遥测数据。 |
| 星舰-35/Ship-35 | 2024年10月或更早 | 测试中     | 不适用               | 轨道级飞行测试            | 德州博卡奇卡 | 目前正在进行低温及其他测试，可能需要对管路做出调整 |

#### 已退役/摧毀/現役星艦及測試儲罐
有關已退役或摧毀的測試儲罐TT1、TT2、LOX HTT、最大動壓測試鼻錐、SN7、SN7.1、SN7.2、GSE4及星艦MK1、MK2、MK4、SN1-6、SN8-11、SN12-14、SN15、SN16、SN17-19、S20-S29的建造及測試記錄，及現役的S30-S34請參閲SpaceX星艦研發歷史
有關S24軌道試飛任務請參見SpaceX星舰轨道试飞任务。
有關S25軌道試飛任務請參見SpaceX第二次星艦軌道試飛任務
有關S28軌道試飛任務請參見SpaceX第三次星艦軌道試飛任務
有關S29軌道試飛任務請參見SpaceX第四次星艦軌道試飛任務
有關S30軌道試飛任務請參見SpaceX第五次星艦軌道試飛任務
有關S31軌道試飛任務請參見SpaceX第六次星艦軌道試飛任務
有關S33軌道試飛任務請參見SpaceX第七次星艦軌道試飛任務
有關星艦飛行記錄請參閲星艦發射任務列表。

## 超級重型助推器地面及飛行测试
更詳細及已退役或摧毀或報廢超級重型助推器測試記錄請見SpaceX星艦研發歷史

### 建造/測試進度表
"BN"是 Booster Number（助推器序號）的縮寫；現僅用於地面測試儲罐。
"B"是 Booster （助推器-）的縮寫；現用於軌道飛行機及地面測試儲罐
* 地面測試機
| 原型  | 建造開始時間      | 現状     | 退役/廢棄/被摧毁时间 | 最高試飛高度 | 建造地点     | 备注                                                                 |
| ----- | ----------------- | -------- | -------------------- | ------------ | ------------ | -------------------------------------------------------------------- |
| BN1   | 2020年9月         | 退役拆解 | 2021年4月13日        | 從未飛行     | 德州博卡奇卡 | 試製全尺寸模型機。已退役，高倉中拆解。                               |
| BN2   | 2021年1月         | 退役拆解 | 2021年6月24日        | 從未飛行     | 德州博卡奇卡 | 壓力測試儲罐。完成兩次壓力測試後改裝為儲水罐，但於2023年6月被拆除。  |
| B2.1  | 2021年10月        | 退役拆解 | 2021年10月           | 從未飛行     | 德州博卡奇卡 | 測試儲罐；完成一次負重模擬測試後退役拆解。                           |
| BN3   | 2021年3月         | 退役拆解 | 2021年8月14日        | 從未飛行     | 德州博卡奇卡 | 地面測試機。完成測試後退役；測試台A上拆除。                          |
| BN6   | 2021年3月         | 報廢     | 2023年5月15日        | 從未飛行     | 德州博卡奇卡 | 測試儲罐。在裝滿水的狀態下進行飛行中止系統測試並摧毀                 |
| B7.1  | 2022年3月22日     | 退役     | 不適用               | 從未飛行     | 德州博卡奇卡 | 最大動壓測試儲罐。測試7次低溫加壓測試後退役。                        |
| B14.1 | 不適用            | 退役     | 不適用               | 從未飛行     | 德州博卡奇卡 | 测试储罐。曾置於轨道发射台上和筷子进行夹取测试，目前運返高倉。       |
| EDOME | 2022年5月（估計） | 報廢     | 2022年9月30日        | 從未飛行     | 德州博卡奇卡 | 穹頂結構測試儲罐。轉移至"Massey's Test Site"；低溫測試中計畫性摧毀。 |

* 軌道飛行測試機
| 原型 | 建造開始時間 | 現状        | 退役/廢棄/被摧毁时间 | 最高試飛高度   | 建造地点     | 备注 |
| ---- | ------------ | ----------- | -------------------- | -------------- | ------------ | --- |
| B4   | 2021年5月    | 退役拆解    | 2022年6月30日        | 不適用         | 德州博卡奇卡 | 原首架軌道助推器。停放超過一年半後於2024年3月22日拆解                                                                     |
| B5   | 2021年7月    | 退役拆解    | 2021年12月8日        | 不適用         | 德州博卡奇卡 | 原第二架軌道助推器。完工後退役，現已報廢拆解。                                                                            |
| B6   | 2021年8月    | 停止建造    | 2021年12月9日        | 不適用         | 德州博卡奇卡 | 原第三架軌道助推器。停止建造後運往展示區，重心轉向改良版助推器。                                                          |
| B7   | 2021年10月   | 触发FTS解体 | 2023年4月20日        | 海拔39公里     | 德州博卡奇卡 | 首架軌道助推器；成功發射；因發動機向量液壓系統失效導致姿態失控，最終在發射後4分鐘終止任務並於空中解體。                   |
| B8   | 2021年9月    | 退役拆解    | 2023年1月19日        | 不適用         | 德州博卡奇卡 | 組裝完成後因迭代而退役；現已報廢拆解。                                                                                    |
| B9   | 2021年10月   | 计划外解体  | 2023年11月18日       | 海拔90公里     | 德州博卡奇卡 | 第二架軌道助推器。順利進行分級，於反推期間發生異常，最終終止任務並於空中解體                                              |
| B10  | 2022年7月    | 计划外解体  | 2024年3月14日        | 海拔106公里    | 德州博卡奇卡 | 第三架軌道助推器。順利進行分級及反推，於降落時大部分發動機未能啓動並失控高速濺落海面                                      |
| B11  | 2023年3月    | 溅落并沉没  | 2024年6月6日         | 海拔109公里    | 德州博卡奇卡 | 第四架轨道助推器。降落时成功启动大部分发动机进行着陆点火，悬停数秒后溅落，按计划沉没于墨西哥湾。目前B11的部分残骸已被打捞 |
| B12  | 2023年5月    | 退役        | 2024年10月28日       | 海拔96公里     | 德州博卡奇卡 | 第五架轨道助推器，降落时启动所有发动机，完成了机械臂捕捉测试，随后被运往巨仓进行了检查。现被放置在火箭花园                |
| B13  | 2023年8月    | 溅落并沉没  | 2024年11月19日       | 海拔97公里     | 德州博卡奇卡 | 在第六次飞行测试完成分级和反推，但因与发射塔失去联系而选择在博卡奇卡海岸附近海洋中进行软着陆，现已沉没                    |
| B14  | 2024年2月    | 回收后检修  | 2025年1月17日        | 海拔91公里     | 德州博卡奇卡 | 在第七次飞行测试中成功再次完成助推器回收，检查后进行了静态点火测试，计划于第九次试飞中复用                                |
| B15  | 2024年7月    | 回收后检修  | 2025年3月7日         | 海拔87公里     | 德州博卡奇卡 | 在第八次飞行测试中成功再次完成助推器回收，现已运往星城厂区进行检查                                                        |
| B16  | 约2024年10月 | 测试中      | 不适用               | 轨道级飞行测试 | 德州博卡奇卡 | 推出进行低温等相关测试 |

## 星艦-超級重型綜合飛行測試
爲了配合星艦及超重型推进器的降落，SpaceX曾嘗試改建兩個鑽油台為可移動發射及降落海上平臺，並分別命名為火星兩個衛星的名稱福波斯（Phobos）及得摩斯（Deimos），但爲了集中於研究星艦的飛行性能及鑽油台改裝未如理想，目前兩個鑽油台已被SpaceX售出。
| 飞行次序 | 發射时间（UTC）         | 軌道                                   | 原型序號 | 現狀                 | 發射地点     | 預定降落地點     | 試飛時長       | 结果                                                         | 任務目標達成度 |
| -------- | ----------------------- | -------------------------------------- | --- | -------------------- | ------------ | ---------------- | -------------- | ------------------------------------------------------------ | -------------- |
| 1        | 2023年4月20日 13时33分  | 原定為跨大氣層軌道，但未能成功進入軌道 | S24 | 徹底損毀             | 德州博卡奇卡 | 考艾島西北面海域 | 240秒          | 超級重型助推器不正常滾轉而觸發飛行終止系統                   | 失敗           |
| 1        | 2023年4月20日 13时33分  | 原定為跨大氣層軌道，但未能成功進入軌道 | 原計劃為星艦與一级分離後，將進行383秒入軌推進，越過佛羅里達海峽進入預定軌道後，於夏威夷附近進行水上硬著陸                                                                                           |                      |              |                  |                |                                                              |                |
| 1        | 2023年4月20日 13时33分  | 原定為跨大氣層軌道，但未能成功進入軌道 | B7 | 徹底損毀             | 德州博卡奇卡 | 墨西哥灣         | 240秒          | 因推進器失控而觸發飛行終止系統                               | 部分成功       |
| 1        | 2023年4月20日 13时33分  | 原定為跨大氣層軌道，但未能成功進入軌道 | 原計劃為發射後172秒與星艦分離，隨後反向推進55秒，並於發射後約8分鐘於發射場對出海域進行水上軟著陸 |                      |              |                  |                |                                                              |                |
| 2        | 2023年11月18日 13时02分 | 原定為跨大氣層軌道，但未能成功進入軌道 | S25 | 徹底損毀             | 德州博卡奇卡 | 考艾島西北面海域 | 486秒          | 排放液氧時引發後艙段起火並中斷通訊，觸發AFTS並於太空解體     | 部分成功       |
| 2        | 2023年11月18日 13时02分 | 原定為跨大氣層軌道，但未能成功進入軌道 | 原計劃星艦與一級熱分離後，進行316秒入軌推進，越過佛羅里達海峽進入預定軌道後，於夏威夷附近進行水上硬著陸                                                                                             |                      |              |                  |                |                                                              |                |
| 2        | 2023年11月18日 13时02分 | 原定為跨大氣層軌道，但未能成功進入軌道 | B9 | 徹底損毀             | 德州博卡奇卡 | 墨西哥灣         | 201秒          | 液氧過濾器堵塞導致一具發動機失壓而爆炸，觸發AFTS並於空中解體 | 部分成功       |
| 2        | 2023年11月18日 13时02分 | 原定為跨大氣層軌道，但未能成功進入軌道 | 原計劃於發射後約170秒與星艦分離，隨後反向推進54秒，並於發射後約7分鐘於發射場對出海域進行水上軟著陸                                                                                                  |                      |              |                  |                |                                                              |                |
| 3        | 2024年3月14日 13时25分  | 跨大氣層軌道                           | S28 | 徹底損毀             | 德州博卡奇卡 | 印度洋           | 約49分鐘       | 重返大氣層時失聯並摧毀                                       | 大部分成功     |
| 3        | 2024年3月14日 13时25分  | 跨大氣層軌道                           | 原計劃為星艦與一级分離後，將進行351秒入軌推進，越過佛羅里達海峽進入預定軌道後，進行多項測試後啟動一具發動機進行反推進入大氣層，於印度洋進行水上硬著陸                                               |                      |              |                  |                |                                                              |                |
| 3        | 2024年3月14日 13时25分  | 跨大氣層軌道                           | B10 | 徹底損毀             | 德州博卡奇卡 | 墨西哥灣         | 420秒          | 降落時失控並於海拔462米觸發AFTS解體                          | 大部分成功     |
| 3        | 2024年3月14日 13时25分  | 跨大氣層軌道                           | 原計劃於發射後約170秒與星艦分離，隨後反向推進54秒，並於發射後約7分鐘於發射場對出海域進行水上軟著陸                                                                                                  |                      |              |                  |                |                                                              |                |
| 4        | 2024年6月6日 12时50分   | 跨大氣層軌道                           | S29 | 水上降落後按計劃沉沒 | 德州博卡奇卡 | 印度洋           | 約1小時6分鐘   | 成功完成水上軟著陸                                           | 成功           |
| 4        | 2024年6月6日 12时50分   | 跨大氣層軌道                           | 計劃為星艦與一级分離後，將進行338秒入軌推進，越過佛羅里達海峽進入預定軌道，隨後再入大氣層並於印度洋上空轉身著陸並進行水上軟著陸。在軌期間星艦將不會進行任何額外測試，包括發動機在軌點火測試。       |                      |              |                  |                |                                                              |                |
| 4        | 2024年6月6日 12时50分   | 跨大氣層軌道                           | B11 | 水上降落後按計劃沉沒 | 德州博卡奇卡 | 墨西哥灣         | 7分鐘31秒      | 成功完成水上軟著陸                                           | 成功           |
| 4        | 2024年6月6日 12时50分   | 跨大氣層軌道                           | 計劃於發射後165秒與星艦分離後反向推進63秒，熱分級環隨即分離，並於發射後約7分鐘於發射場對出海域進行水上軟著陸，模擬發射臺空中捕捉。                                                                  |                      |              |                  |                |                                                              |                |
| 5        | 2024年10月13日 12时25分 | 跨大氣層軌道                           | S30 | 水上降落後按計劃沉沒 | 德州博卡奇卡 | 印度洋           | 約1小時6分鐘   | 成功完成水上軟著陸                                           | 成功           |
| 5        | 2024年10月13日 12时25分 | 跨大氣層軌道                           | 星艦與一级分離後，將進行346秒入軌推進，越過佛羅里達海峽進入預定軌道，隨後再入大氣層並於印度洋上空轉身並完成水上軟著陸。                                                                             |                      |              |                  |                |                                                              |                |
| 5        | 2024年10月13日 12时25分 | 跨大氣層軌道                           | B12 | 成功回收             | 德州博卡奇卡 | 發射塔A          | 6分鐘55秒      | 發射塔成功捕捉                                               | 成功           |
| 5        | 2024年10月13日 12时25分 | 跨大氣層軌道                           | 發射後161秒與星艦分離後反向推進53秒，熱分級環隨即分離，並於發射後約7分鐘於發射場完成捕捉塔空中捕捉                                                                                                  |                      |              |                  |                |                                                              |                |
| 6        | 2024年11月19日 22时00分 | 跨大氣層軌道                           | S31 | 溅落后沉没           | 德州博卡奇卡 | 印度洋           | 1小时5分钟39秒 | 成功完成水上软着陆                                           | 成功           |
| 6        | 2024年11月19日 22时00分 | 跨大氣層軌道                           | 成功進入預定軌道，進行在軌發動機點火測試，以高攻角重返大气层，並於印度洋上空轉身並完成水上軟著陸。                                                                                                  |                      |              |                  |                |                                                              |                |
| 6        | 2024年11月19日 22时00分 | 跨大氣層軌道                           | B13 | 溅落后沉没           | 德州博卡奇卡 | 博卡奇卡海岸     | 6分钟57秒      | 成功完成水上软着陆                                           | 成功           |
| 6        | 2024年11月19日 22时00分 | 跨大氣層軌道                           | 發射後與星艦分離後反向推進，熱分級環隨即分離，但因助推器与塔架失联，系统自检未通过，选择距离岸边较近的海上溅落                                                                                      |                      |              |                  |                |                                                              |                |
| 7        | 2025年1月16日 22时37分  | 跨大氣層軌道                           | S33 | 彻底损毁             | 德州博卡奇卡 | 印度洋           | 约11分钟       | 发动机异常关机，随后空中解体                                 | 失败           |
| 7        | 2025年1月16日 22时37分  | 跨大氣層軌道                           | 原计划为和一级分离后进行373秒入轨推进，随后进行模拟星链载荷释放(10个)与在轨点火测试，但实际上于发射后7分钟39秒开始逐一失去发动机，在8分钟25秒时失联，最终在11分钟时触发FTS解体                      |                      |              |                  |                |                                                              |                |
| 7        | 2025年1月16日 22时37分  | 跨大氣層軌道                           | B14 | 成功回收             | 德州博卡奇卡 | 發射塔A          | 6分钟55秒      | 发射塔成功捕捉                                               | 成功           |
| 7        | 2025年1月16日 22时37分  | 跨大氣層軌道                           | 和星舰分离后以12具发动机进行反向推进，热分离环成功分离；降落时又重新点燃所有发动机，被捕捉塔捕捉 |                      |              |                  |                |                                                              |                |
| 8        | 2025年3月6日 23时30分   | 跨大氣層軌道                           | S34 | 彻底损毁             | 德州博卡奇卡 | 印度洋           | 约9分钟        | 发动机异常关机，随后空中解体                                 | 失败           |
| 8        | 2025年3月6日 23时30分   | 跨大氣層軌道                           | 原计划为和一级分离后进行373秒入轨推进，随后进行模拟星链载荷释放(4个)与在轨点火测试，但实际上于发射后8分钟07秒开始逐一失去发动机，并在9分钟时触发FTS解体                                             |                      |              |                  |                |                                                              |                |
| 8        | 2025年3月6日 23时30分   | 跨大氣層軌道                           | B15 | 成功回收             | 德州博卡奇卡 | 發射塔A          | 7分钟02秒      | 发射塔成功捕捉                                               | 成功           |
| 8        | 2025年3月6日 23时30分   | 跨大氣層軌道                           | 和星舰分离后以11具发动机进行反向推进，热分离环成功分离；降落时又重新点燃12具发动机，被捕捉塔捕捉 |                      |              |                  |                |                                                              |                |
| 9        | 2025年5月27日23:37UTC   | 跨大氣層軌道                           | S35 | 彻底损毁             | 德州博卡奇卡 | 印度洋           | 约46分49秒     | 燃料泄露导致姿态失控，同时未能完成模拟载荷部署与在轨点火     | 部分成功       |
| 9        | 2025年5月27日23:37UTC   | 跨大氣層軌道                           | 经过大量改进后成功完成了发动机关机，但随后舰体出现了燃料泄露。模拟载荷部署任务由于舱门未能打开而放弃。此后舰体姿态逐渐失去控制，并在再入大气时出现剧烈滚转，最终于距离地面59.4公里时失联。          |                      |              |                  |                |                                                              |                |
| 9        | 2025年5月27日23:37UTC   | 跨大氣層軌道                           | B14-2 | 彻底损毁             | 德州博卡奇卡 | 博卡奇卡海岸     | 约6分17秒      | 着陆点火时爆炸                                               | 部分成功       |
| 9        | 2025年5月27日23:37UTC   | 跨大氣層軌道                           | 第一个进行复用的超重型助推器，在起飞以及分离点火阶段一切正常，原计划在海面溅落并测试最后阶段关闭一台猛禽引擎时超重型助推器的可控性。但在着陆点火时有一台引擎失效，并在数秒后爆炸（此时FTS已关闭）。 |                      |              |                  |                |                                                              |                |

#### B4/S20
S20和B4原定為一組進行入軌並再入測試的星艦。為确保在重返地球時即使S20解體，碎片也不会墜落在陸地上，所以S20會在太平洋上進入大氣層。S20及B4也會使用海上軟著陸，以測試降落能力及保障公衆安全。
2022年3月22日，馬斯克確定BS420將不會進行第一次軌道飛行測試，改由可安裝二代猛禽發動機的星艦執行。

#### B7/S24
S24和B7為第一組計劃進入跨大氣層軌道並進行再入測試的星艦。S24計劃進入跨大氣層軌道，再重新進入大氣層，進行水上硬著陸。B7則會於墨西哥灣進行海上軟著陸。
BS724於2023年4月20日早上發射升空，但最終於爬升至39公里後啟動飛行中止系統，並於發射後240秒於空中解體。
此次測試用於驗證星艦及超級重型推進器的設計，以及測試星艦重返大氣層時承受極高溫電漿的能力，並在測試中取得大量有用數據，用於修改及改良後續原型艦。
詳情請參見SpaceX星舰轨道试飞任务。

#### B9/S25
S25和B9為第二組計劃進入跨大氣層軌道並進行再入測試的星艦。S25計劃進入跨大氣層軌道，再重新進入大氣層，進行水上硬著陸。B9則會於墨西哥灣進行海上軟著陸。
BS925於2023年11月18日早上發射升空，B9上33具猛禽發動機全部正常運作並達到目標高度，與S25進行熱分級，但B9在反推期間因有液氧供應異常並導致其中一具發動機發生不可逆爆炸，導致觸發飛行終止系統於約空中解體，S25則繼續進行入軌推進，排出多餘的液氧時洩漏導致火災，毀壞了星艦上的飛行電腦及通訊系統導致引擎被提前命令關閉，最終飛行終止系統（FTS）啟動導致星艦於約150公里高空解體。
此次測試用於驗證發射場設施升級、超級重型推進器及星艦大量升級、採用電力驅動向量的猛禽發動機，以及測試星艦重返大氣層時承受極高溫電漿的能力，並在測試中取得大量有用數據，用於修改及改良後續原型艦。
詳情請參閲SpaceX第二次星艦軌道試飛任務。

#### B10/S28
S28和B10為第三組進入跨大氣層軌道並進行再入測試的星艦。S28成功進入跨大氣層軌道（TAO）並成功完成在軌低溫燃料於艦內兩燃料箱間轉移及載荷艙艙門測試，但原定的在軌發動機重啟測試因S28滾動率過高而取消，隨即重新進入大氣層，但期間滾動率依然過高而失去控制，最終失聯並摧毀，因此無法於印度洋進行海上硬著陸。B10則在降落時大部分發動機未能啟動而於墨西哥灣高速濺落摧毀。
此次飛行預計將測試星艦在軌加油能力，將低溫燃料於艦內兩燃料箱間轉移，以驗證在軌加油的可行性、在軌測試載荷艙艙門。
詳情請參閲SpaceX第三次星艦軌道試飛任務。

#### B11/S29
S29和B11為第四組進入跨大氣層軌道並進行再入測試的星艦。是次測試將改進IFT-3時超重型助推器B10最終階段所遭遇的過濾系統問題引致的發動機點火困難，以及星艦S28於再入大氣層（re-entry）時因姿態控制系統堵塞的姿態調整困難，以及隔熱罩（TPS-Thermal Protect System）脫落問題。此外還可能採用虛擬塔（Virtual Tower）預定GPS座標以驗證回收時的精準度。此次測試星艦上級將會進行海上軟著陸，為原型艦SN15後首次，同時超級重型助推器的熱分級環亦會在反推後分離，以減輕助推器重量。
詳情請參閱SpaceX第四次星艦軌道試飛任務。

#### B12/S30
S30和B12為第五組進入跨大氣層軌道並進行再入測試的星艦。是次測試將改進IFT-4時星艦S30於再入大氣層（re-entry）時隔熱罩（TPS-Thermal Protect System）過脆而碎裂，影響隔熱效果的問題，以及前襟翼（Forward Flaps）鉸鏈縫隙問題。此次測試星艦上級將會進行海上軟著陸。而超級重型助推器則會使用發射塔機械臂進行空中回收，以驗證助推器快速回收重用。
詳情請參閱SpaceX第五次星艦軌道試飛任務。

## 猛禽火箭发动机
全箭的测试始于子系统级，与大多数运载火箭一样，采用火箭发动机部件测试，然后在地面测试设施中测试完整的火箭发动机。猛禽发动机的部件级测试于2014年5月开始，2016年9月首次进行全发动机测试。。現時超級重型助推器及星艦均使用第二代猛禽發動機。在24年8月10号，SpaceX发布了第一张猛禽三代图片。
猛禽發動機有3種類型，分別是
- 猛禽海平面發動機（RC）
- 超級重型推進器專用猛禽發動機（RB），
- 猛禽真空發動機（RVac），

## 可执行的任务
星舰预计将代替大部分的猎鹰9号、猎鹰重型运载火箭以及龙飞船任务。
星舰計劃适用于以下任务：
- 地球轨道探索
- 在地月轨道之间的长期飞行任务
- 火星任务，作为货船和载人太空船
- 经济的太空远距离旅行：在不到1小时的时间内完成次轨道内点对点运输。[135][136]马斯克将其比喻为从地球到地球。[137]
- 用于为星链计划组网而发射星链卫星
- 可重复使用的月球着陆器，在月球表面和LOP-G之间往返运送宇航员和货物。

## 預定任務
| 時間(UTC)                         | 發射場          | 任務名稱           | 星艦類型                      | 載荷                                      | 目標軌道 | 任務顧客            |
| --------------------------------- | --------------- | ------------------ | ----------------------------- | ----------------------------------------- | -------- | ------------------- |
| 2025年                            | SpaceX Starbase | HLS推進劑轉移演示  | 原型艦(被動方) 原型艦(主動方) | 不適用                                    | LEO      | 美國太空總署 SpaceX |
| 2026年第二季度                    | KSC, LC-39A     | Astrolab 任務一    | 人類登陸系統 (HLS)            | FLEX (Flexible Logistics and Exploration) | 月球表面 | Astrolab            |
| 2025年底至2026年 (載人登月演示前) | KSC, LC-39A     | 不載人登月演示     | 人類登陸系統 (HLS)            | 不適用                                    | 月球表面 | 美國太空總署 SpaceX |
| 2026年第三季度                    | KSC, LC-39A     | 載人登月演示       | 人類登陸系統 (HLS)            | 不適用                                    | 月球表面 | 美國太空總署 SpaceX |
| 2027年                            | KSC, LC-39A     | Superbird-9        | 貨運星艦                      | Superbird-9                               | GEO      | 完美天空JSAT控股    |
| 2028年                            | KSC, LC-39A     | 可持續載人登月演示 | 第二代人類登陸系統 (HLS)      | 不適用                                    | 月球表面 | 美國太空總署 SpaceX |
| 2028年                            | KSC, LC-39A     | Starlab太空站      | 貨運星艦                      | Starlab太空站                             | LEO      | Starlab Space       |

## 批評
星艦飛行器的設計被批評不能充分保護太空人免受火星飛行任務中的電離輻射的傷害；馬斯克表示，他認為前往火星的時間很短，不會導致罹患癌症的風險增加，他說：“這沒什麼大不了的。” 據估計，由多次執行火星任務導致的終身罹癌風險約為增加5％，而這可以通過簡單的屏蔽措施將其大大降低。